# Chrysomma
Chrysomma là một chi chim trong họ Sylviidae.

## Các loài
- Chrysomma altirostre
- Chrysomma poecilotis
- Chrysomma sinense